# Décès en 1966
Décès
- 1962
- 1963
- 1964
- 1965
- 1966
- 1967
- 1968
- 1969
- 1970

Cet article présente une liste de personnalités mortes au cours de l'année 1966.

Les mois de l'année font également l'objet de listes spécifiques :

## Décès par mois

### Inconnu
- Enrico Castello, illustrateur et peintre futuriste italien (° 1890).
- Émile Fabry, peintre belge (° 31 décembre 1865).
- André Le Gentile, musicien, compositeur et professeur de musique français (° 1878).
- Victorin-Nymphas Pagès, frère des écoles chrétiennes, vénérable (° 1885).
- William B. Courtney, scénariste américain (° 19 décembre 1894).

### Janvier
- 1er janvier : Vincent Auriol, premier président de la IVe République française (° 27 août 1884).
- 4 janvier :
  - Mollie Faustman, peintre, illustratrice, journaliste et autrice suédoise (° 15 mars 1883).
  - Georges Theunis, homme politique belge (° 28 février 1873).
- 6 janvier :
  - Marc Choisnard, peintre français (° 11 mars 1879).
  - Jean Lurçat, peintre, céramiste et créateur de tapisserie français (° 1er juillet 1892).
- 7 janvier : Jean Mankowski, footballeur français (° 10 octobre 1927).
- 8 janvier : Alberto Cianca, journaliste et homme politique italien (° 1er janvier 1884).
- 11 janvier :
  - Lâl Bahâdur Shâstrî, premier ministre de l'Inde (° 2 octobre 1904).
  - Robert Farquharson, acteur britannique (° 6 novembre 1877).
  - Alberto Giacometti, peintre et sculpteur suisse (° 10 octobre 1901).
- 14 janvier : Sergueï Korolev, ingénieur russe, père de l'astronautique soviétique (° 12 janvier 1907).
- 16 janvier : Bobby Burns, acteur et réalisateur du cinéma américain (° 1er septembre 1878).
- 17 janvier : Vincent J. Donehue, metteur en scène, acteur (théâtre) et réalisateur (cinéma, télévision) américain (° 22 septembre 1915).
- 21 janvier : Jean Galtier-Boissière, écrivain et journaliste français (° 26 décembre 1891).
- 22 janvier : Herbert Marshall, acteur anglais (° 23 mai 1890).
- 25 janvier : Miguel Bover, coureur cycliste espagnol (° 14 février 1928).
- 29 janvier : Pierre Mercure, compositeur canadien (° 21 février 1927).
- 30 janvier : 
  - Erik Bergström, footballeur suédois (° 6 janvier 1886).
  - Isidro Corbinos, footballeur et journaliste sportif espagnol (° 15 mai 1894).
  - Joseph Steib, peintre français (° 26 juillet 1898).

### Février
- 1er février : Buster Keaton, acteur, scénariste, et réalisateur américain (° 4 octobre 1895).
- 3 février : Walter Eglin, peintre et mosaïste suisse (° 10 mars 1895).
- 13 février : Marguerite Long, musicienne, créatrice de la Fondation Long (° 13 novembre 1874).
- 14 février : Hugo Björne, acteur suédois (° 4 février 1886).
- 15 février : Camilo Torres Restrepo,  prêtre, révolutionnaire, sociologue et militant de gauche colombien (° 3 février 1929).
- 17 février :
  - Hans Hofmann, peintre allemand (° 21 mars 1880).
  - Frank Pettingell, acteur britannique (° 1er janvier 1891).
- 18 février :
  - Frank Lukis, haut commandant de la Royal Australian Air Force (° 27 juillet 1896).
  - Grigori Nelioubov, cosmonaute soviétique (° 31 mars 1934).
- 20 février : Chester Nimitz, amiral américain (° 24 février 1885).
- 21 février : Paul Comtois, lieutenant-gouverneur du Québec (° 22 août 1895).
- 22 février : Barbara Konstan, peintre française d'origine polonaise (° 16 juin 1895).
- 26 février : Gino Severini, peintre italien (° 7 avril 1883).
- 28 février :
  - Charlie Bassett, astronaute américain (° 30 décembre 1931).
  - Elliot See, astronaute américain (° 23 juillet 1927).

### Mars
- 3 mars :
  - Alfonso Castaldo, cardinal italien, archevêque de Naples (° 6 novembre 1890).
  - Alice Pearce, actrice américaine de télévision (° 16 octobre 1917).
  - William Frawley, acteur américain (° 26 février 1887).
- 5 mars : Anna Akhmatova, poétesse russe (° 11 juin 1889).
- 6 mars : Iris Calderhead, suffragette américaine (° 3 janvier 1889).
- 10 mars : Émile Coulonvaux, homme politique belge et militant wallon (° 26 février 1892).
- 12 mars :
  - Louis Bonamici, peintre français (° 13 janvier 1878).
  - Victor Brauner, peintre français d'origine roumaine (° 15 juin 1903).
- 13 mars : Onofrio Martinelli, peintre italien (° 13 janvier 1900).
- 14 mars : Marius Hubert-Robert, peintre orientaliste et illustrateur français (° 10 juin 1885).
- 15 mars :
  - Osendé Afana, économiste et homme politique camerounais (° 1930).
  - Spýros Peristéris, musicien grec (° 1900).
- 20 mars : Démétrios Galanis, peintre et graveur grec naturalisé français (° 17 mai 1879).
- 29 mars : Albert-Édouard Janssen, homme politique, banquier et professeur belge (° 1er avril 1883).

### Avril
- 1er avril :
  - Robert Le Moal, footballeur français (° 1er octobre 1903).
  - Henri Sollier, peintre, graveur et dessinateur français (° 7 décembre 1886).
- 6 avril :
  - Ryūshi Kawabata, peintre japonais (° 10 juin 1885).
  - Paul Suter, coureur cycliste suisse (° 9 mars 1892).
- 7 avril : Charles Blanc-Gatti, peintre suisse (° 26 janvier 1890).
- 8 avril : Géo-Fourrier, peintre, illustrateur et graveur français (° 16 juin 1898).
- 10 avril :
  - Henri Van Lerberghe, coureur cycliste belge (° 29 janvier 1891).
  - Evelyn Waugh, romancier satirique anglais (° 28 octobre 1903).
- 13 avril :
  - Georges Duhamel, médecin, écrivain et poète français, membre de l'Académie Française (° 30 juin 1884).
  - Carlo Carrà, peintre italien, cofondateur du futurisme (° 11 février 1881).
- 15 avril : Joseph Crehan, acteur américain (° 15 juillet 1883).
- 17 avril :
  - Marcel Bloch, peintre, lithographe, aquafortiste, pastelliste, portraitiste et illustrateur français (° 26 décembre 1882).
  - Júlíana Sveinsdóttir, peintre et artiste textile islandaise (° 31 juillet 1889).
- 18 avril : Robert Lotiron, peintre et graveur français (° 29 octobre 1886).
- 22 avril : Mario Vallotto, coureur cycliste italien (° 18 novembre 1933).
- 23 avril :
  - Jeanne Kosnick-Kloss, peintre abstraite française d'origine allemande (° 13 mars 1892).
  - Eugene McCown, peintre et écrivain américain (° 27 juillet 1898).
- 29 avril :
  - Lowell Reed, scientifique américain (° 8 janvier 1886).
- 30 avril :
  - Elizabeth Dilling, militante isolationniste américaine (° 19 avril 1894).
  - Jan Cornelis Hofman, peintre néerlandais (° 12 avril 1889).
- ? avril : Nemours Pierre-Louis, homme politique haïtien (° 24 octobre 1900).

### Mai
- 2 mai : 
  - Torsten Kumfeldt, joueur de water-polo suédois, médaillé d'argent aux Jeux olympiques de 1912 et médaillé de bronze aux Jeux olympiques de 1908 et de 1920 (° 4 janvier 1886).
  - Jean Rossius, coureur cycliste belge (° 27 décembre 1890).
- 3 mai :
  - Amédée Ozenfant, peintre, théoricien de l'art, conférencier et critique d'art français (° 15 avril 1886).
  - Adolf Riebe, joueur et entraîneur de football autrichien (° 9 février 1889).
- 7 mai : Carlos Luis Fallas, écrivain et militant politique costa-ricain (° 21 janvier 1909).
- 12 mai : Anna Langfus, écrivaine et résistante polonaise (° 1er janvier 1920).
- 14 mai : Ludwig Meidner, peintre et graveur expressionniste juif allemand (° 18 avril 1884).
- 16 mai : Joseph Rasqui, coureur cycliste luxembourgeois (° 14 mars 1895).
- 20 mai : Carlos Arruza (Carlos Ruiz Camino), matador puis acteur de cinéma mexicain (° 17 février 1920).
- 25 mai : Joseph Somers, coureur cycliste belge (° 29 mai 1917).
- 26 mai :
  - Lodovico Benvenuti, homme politique italien (° 4 avril 1899).
  - Odette Pauvert, peintre et illustratrice française (° 10 novembre 1903).

### Juin
- 2 juin :
  - Emmanuel Bamba,  homme politique congolais (° 1920).
  - Évariste Kimba, homme politique congolais (° 16 juillet 1926).
- 3 juin : Charles-Clos Olsommer, peintre suisse (° 17 mars 1883).
- 7 juin : Jean Arp, sculpteur français (° 16 septembre 1886).
- 8 juin : Joseph Albert Walker, pilote d'essai et astronaute américain (° 20 février 1921).
- 10 juin : Felice Carena, peintre italien (° 13 août 1879).
- 11 juin : Wallace Ford, acteur américain (° 12 février 1898).
- 12 juin :
  - Thomas Chalmers, chanteur d'opéra, acteur, producteur et réalisateur américain (° 20 octobre 1884).
  - Hermann Scherchen, chef d’orchestre allemand (° 21 juin 1891).
- 16 juin : Gustave Soury, peintre animalier et affichiste français (° 26 août 1884).
- 18 juin : François Heigel, peintre français (° 28 septembre 1889).
- 20 juin : Georges Lemaître, prêtre catholique, astronome et physicien belge (° 17 juillet 1894).
- 21 juin : Casimir Mallorquí, footballeur espagnol (° 11 octobre 1894).
- 24 juin : Louise Dupau, peintre française (° 4 juin 1874).
- 27 juin : Robert Zander, footballeur international suédois (° 18 septembre 1895).
- 29 juin :
  - Marcel Bebey Eyidi, médecin et homme politique camerounais (° 21 novembre 1914).
  - Arthur Meulemans, compositeur, chef d'orchestre et pédagogue belge (° 19 mai 1884).
- 30 juin : Joe Mears, footballeur reconverti entraîneur anglais (° 20 janvier 1905).

### Juillet
- 4 juillet :
  - Édouard Elzingre, peintre, affichiste et illustrateur suisse (° 2 juillet 1880).
  - Louis Thirion, compositeur français (° 13 février 1879).
- 7 juillet : William Piercy, financier britannique (° 7 février 1886).
- 10 juillet : Malvina Hoffman, sculpteur d'origine américaine (° 15 juin 1885).
- 11 juillet : Général A.G.L. McNaughton, officier et diplomate canadien (° 25 février 1887).
- 14 juillet : Julie Manet, peintre française (° 14 novembre 1878).
- 23 juillet : Montgomery Clift, acteur américain de cinéma (° 17 octobre 1920).
- 25 juillet :
  - Tony Lema, champion américain de golf (° 25 février 1934).
  - Paul Le Drogo, coureur cycliste français (° 16 février 1905).
- 26 juillet : Jean-Edouard de Castella, peintre et dessinateur suisse (° 21 novembre 1881).
- 28 juillet : Karl Saur, homme politique allemand (° 16 février 1902).
- 29 juillet : Russell Clark, peintre, sculpteur, et professeur d'université néo-zélandais (° 27 août 1905).
- 31 juillet : Bud Powell, pianiste de jazz américain (° 27 septembre 1924).

### Août
- 2 août ou 3 août : Tristan Klingsor, poète, musicien, peintre et critique d'art français (° 8 août 1874).
- 3 août : Lenny Bruce, comique, scénariste, acteur et réalisateur américain (° 13 octobre 1925).
- 5 août : Halvard Olsen, homme politique norvégien (° 23 janvier 1886).
- 8 août : Edwin Billington, coureur cycliste sur piste américain (° 14 juillet 1882).
- 9 août : Axel Alfredsson, footballeur international suédois (° 2 mai 1902).
- 18 août : Émile Colinus, peintre et dessinateur français (° 17 novembre 1884).
- 19 août : Tatiana Mavrina, peintre et illustratrice soviétique russe (° 20 décembre 1900).
- 23 août : Francis X. Bushman, vedette du cinéma muet (° 10 janvier 1883).
- 24 août :
  - Tadeusz Bór-Komorowski, général polonais (° 1er juin 1895).
  - René Jaudon, dessinateur et lithographe français (° 18 mars 1889).
  - Fritz Osswald, peintre postimpressionniste suisse (° 23 juin 1878).
- 26 août : Art Baker, acteur américain (° 7 janvier 1898).
- 28 août : Eddie Barry, acteur américain (° 25 octobre 1887).
- 29 août :
  - Raffaele Marcoli, coureur cycliste italien (° 27 mars 1940).
  - Sayyid Qutb, écrivain égyptien (° 9 octobre 1906).

### Septembre
- 1er septembre : Alice Betteridge, Australienne sourde-aveugle, qui a suivi les cours de l'école Royal Institute for Deaf and Blind Children et y est devenue enseignante (° 14 février 1901).
- 3 septembre : Cécile Sorel, actrice, sociétaire de la Comédie-Française (° 7 septembre 1873).
- 4 septembre : Maurice Ruffin, peintre et graveur français (° 19 janvier 1880).
- 5 septembre : Louis Henno, footballeur et dirigeant sportif français (° 1896).
- 6 septembre : Hendrik Verwoerd, premier ministre de la République Sud-africaine (° 8 septembre 1901).
- 7 septembre : Henri Rabinger, peintre et illustrateur luxembourgeois (° 25 février 1895).
- 9 septembre : Marcel Godard, coureur cycliste français (° 9 avril 1884).
- 11 septembre : Antoine Mazairac, coureur cycliste néerlandais (° 24 mai 1901).
- 13 septembre : Clemente Canepari, coureur cycliste italien (° 11 novembre 1886).
- 14 septembre : Cemal Gürsel, homme d'État turc (° 13 octobre 1895).
- 16 septembre : Paul Vienney, avocat, résistant et militant communiste français (° 7 janvier 1902).
- 21 septembre : Paul Reynaud, homme politique français, dernier chef de la IIIe République française(° 15 octobre 1878).
- 23 septembre : Marcel Payen, peintre français (° 4 janvier 1895).
- 26 septembre : Chetpat Aiyar, avocat et homme d'État indien (° 12 novembre 1879).
- 28 septembre : André Breton, écrivain et poète français (° 19 février 1896).
- 30 septembre : Vicente Pastor, matador espagnol (° 30 janvier 1879).

### Octobre
- 2 octobre : Anna Lesznai, poétesse, graphiste et peintre hongroise (° 3 janvier 1885).
- 5 octobre : Leon De Meester, footballeur belge (° 6 mai 1876).
- 8 octobre : Célestin Freinet, pédagogue français (° 16 octobre 1896).
- 10 octobre :
  - Camille Godet, peintre français (° 5 juillet 1879).
  - Wilfrid Lawson, acteur anglais (° 14 janvier 1900).
- 12 octobre : Arthur Lourié, compositeur américain d'origine russe (° 14 mai 1892).
- 18 octobre :
  - Elizabeth Arden, esthéticienne d'origine canadienne (° 31 décembre 1878).
  - Jean-Pierre Peugeot, président de la société d'automobiles Peugeot (° 16 juin 1896).
- 29 octobre : Robert Charpentier, coureur cycliste français (° 4 avril 1916).
- 31 octobre : Germain Delatousche, peintre et illustrateur français (° 27 août 1898).

### Novembre
- 1er novembre :
  - Petar Radaković, footballeur yougoslave (° 22 février 1937).
  - Roland-Manuel, compositeur et musicologue français (° 22 mars 1891).
- 9 novembre : André Bloc, architecte français (° 23 mai 1896).
- 23 novembre : Seán T. O'Kelly, homme d'État Irlande (° 25 août 1882).

### Décembre
- 1er décembre :
  - Bai Chongxi, militaire, seigneur de la guerre et homme politique chinois (° 18 mars 1893).
  - Ami-Ferdinand Duplain, peintre et journaliste suisse (° 16 mars 1893).
- 4 décembre : Pierre Combet-Descombes, peintre français (° 24 mars 1885).
- 5 décembre : Sylvère Maes, coureur cycliste belge (° 22 août 1909).
- 12 décembre : Léopold Lévy, peintre et graveur français (° 5 septembre 1882).
- 13 décembre : Francis Covi, enseignant et homme politique béninois (° 5 février 1905).
- 14 décembre : Stanisław Mikołajczyk, ancien premier ministre de la Pologne (° 18 juillet 1901).
- 15 décembre : Walt Disney, dessinateur et cinéaste américain (° 5 décembre 1901).
- 16 décembre : Mathilde Arbey, peintre française (° 24 janvier 1890).
- 22 décembre : Harry Beaumont, acteur, producteur, réalisateur et scénariste américain (° 10 février 1888).
- 23 décembre : Jehan Berjonneau, peintre français (° 26 décembre 1890).
- 24 décembre : Gaspar Cassadó, violoncelliste et compositeur espagnol (° 30 septembre 1897).
- 26 décembre : Noël Gallon, compositeur et auteur d'ouvrages pédagogiques français (° 11 septembre 1891).
- 28 décembre :  Vincenc Makovský, sculpteur d'avant-garde et dessinateur industriel austro-hongrois puis tchécoslovaque (° 3 juin 1900).
- 30 décembre : René Alix, organiste, chef de chœur et compositeur français (° 14 septembre 1907).
- 31 décembre : Arturo Ferrario, coureur cycliste italien (° 28 juin 1891).